# Zweifleck
Der Zweifleck (Epitheca bimaculata) ist eine Großlibellen-Art aus der Familie der Falkenlibellen (Corduliidae).

## Merkmale
Diese Libellen haben eine Flügelspannweite von 8 bis 9,5 Zentimetern. Am Hinterflügel befindet sich ein schwarzer Basalfleck. Das Abdomen ist orangebraun mit einem ausgeprägten dunklen Längsstreifen in der Mitte. Der Hinterleib wird 39 bis 43 Millimeter lang. Die Brust ist dunkelbraun.

## Ähnliche Arten
- Vierfleck (Libellula quadrimaculata)
- Spitzenfleck (Libellula fulva)

## Vorkommen und Lebensweise
Der Zweifleck lebt an größeren Stillgewässern wie Seen und Teichen mit Schilf und Binsenbeständen. Er ist sehr selten und vielerorts in seinem Bestand gefährdet. Auf der aktuell gültigen Roten Liste Deutschlands wird die Art allerdings als ungefährdet eingestuft.
Die Männchen fliegen am offenen Wasser hin und her und besuchen das Ufer nur selten. Man findet sie auch fast nie sitzend. Die Flugzeit ist nur sehr kurz, von Ende Mai bis Mitte Juni.

## Fortpflanzung und Entwicklung
Die Paarung beginnt am Wasser und endet in Baumkronen oder im Gebüsch. Die Weibchen pressen einen bräunlichen Eiklumpen mit bis zu 2000 Eiern aus, der größer als ihr Kopf ist. Dabei wird der Hinterleib immer weiter angehoben. Erst dann fliegen sie auf das Wasser hinaus und streifen ihn an Wasserpflanzen ab. Daraus bildet sich dann eine ca. 50 Zentimeter lange Laichschnur, die an Krötenlaich erinnert und nahe der Oberfläche an Pflanzenmaterial haftend treibt.
Die Larven sinken nach dem Schlupf aus dem Ei zu Boden und erbeuten ihre Nahrung zwischen Wasserpflanzen. Sie haben auffallend lange Beine. Für ihre Entwicklung benötigen sie zwei bis drei Jahre. Zur Emergenz verlassen die Larven Anfang Mai stark synchronisiert innerhalb weniger Tage das Wasser und können laufend erstaunlich weite Strecken (20–30 m sind normal, über 100 m wurden bereits dokumentiert) zurücklegen, ehe sie sich an meist vertikalen Strukturen festklammern und die Libellenimago aus der Larve schlüpft. Dementsprechend bietet die Suche nach Exuvien an eher ungewöhnlichen Stellen, z. B. dem gewässerabgewandten Saum von uferbegleitenden Gehölzgürteln, eine gute Möglichkeit, um ein Vorkommen des Zweiflecks nachzuweisen.